# Società Sportiva Dilettantistica Empoli Ladies FBC
Ne pas confondre avec le Empoli Football Club, l'équipe masculine.
Maillots
Dernière mise à jour : 16 novembre 2020.
La Società Sportiva Dilettantistica Empoli Ladies FBC, est un club féminin de football professionnel italien basé dans la ville d'Empoli, qui constitue la section féminine du club d'Empoli FC.

## Histoire
En juin 2016, le club d'Empoli crée sa propre section féminine, auparavant il existait une collaboration avec l'ASD Castelfranco. En achetant la majorité des parts de Castelfranco, le club démarre sous le nom Empoli Ladies FBC en Serie B, la deuxième division italienne, pour la saison 2016-2017.
Dès sa première saison de Serie B, le club est promu en Serie A en terminant en tête de son groupe. Lors de cette saison inaugurale le club créé l'exploit d'atteindre la demi-finale de la Coupe d'Italie, en étant éliminé par les futurs vainqueurs, l'ACF Fiorentina.
La première saison en Serie A (2017-2018) ne se passe pas aussi bien, le club termine à la dernière place et retourne en Serie B. La deuxième division se joue à partir de la saison 2018-2019 avec une poule unique, Empoli terminera deuxième derrière l'Inter Milan et accompagne le club milanais en première division.
Pour son retour en Serie A pour la saison 2019-2020, Empoli termine à la huitième place et atteint les quarts de finale en Coupe d'Italie. Après la saison 2021-2022, Empoli termine à la neuvième place et atteint la demi-finale de la Coupe, avant la nouvelle saison le club décide de vendre sa licence de première division à Parme Calcio 1913 en ne conservant qu'une section jeune.